# Jüdische Landesgemeinde Thüringen (Erfurt)

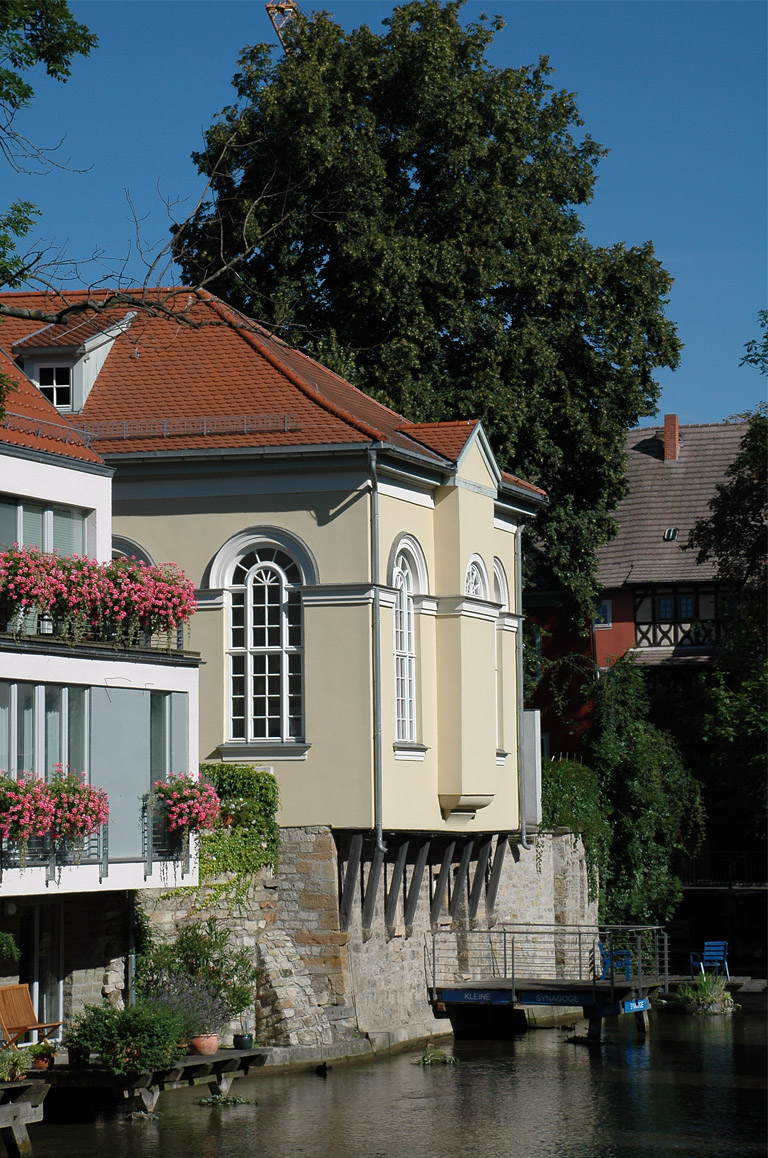
Die Kleine Synagoge von Erfurt an der Stadtmünze 5

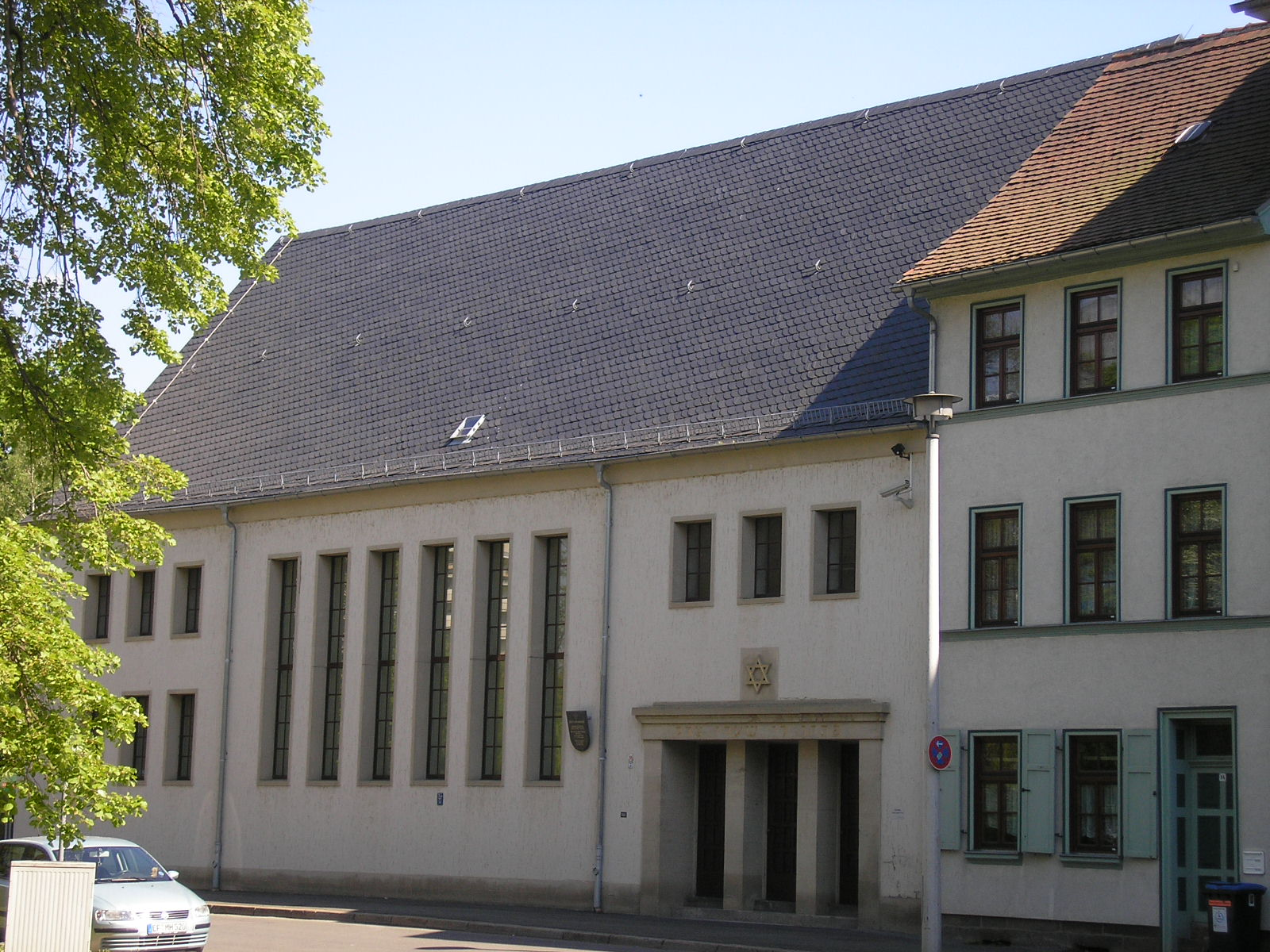
Neue Synagoge am Max-Cars-Platz 1

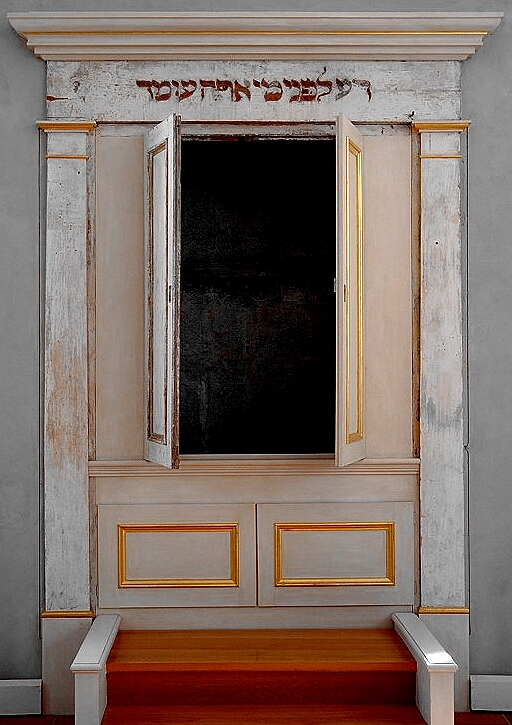
Die Kleine Synagoge von innen.
Inschrift: דע לפני מי אתה עומד Wisse vor wem du stehst (aus Sprüche der Väter)

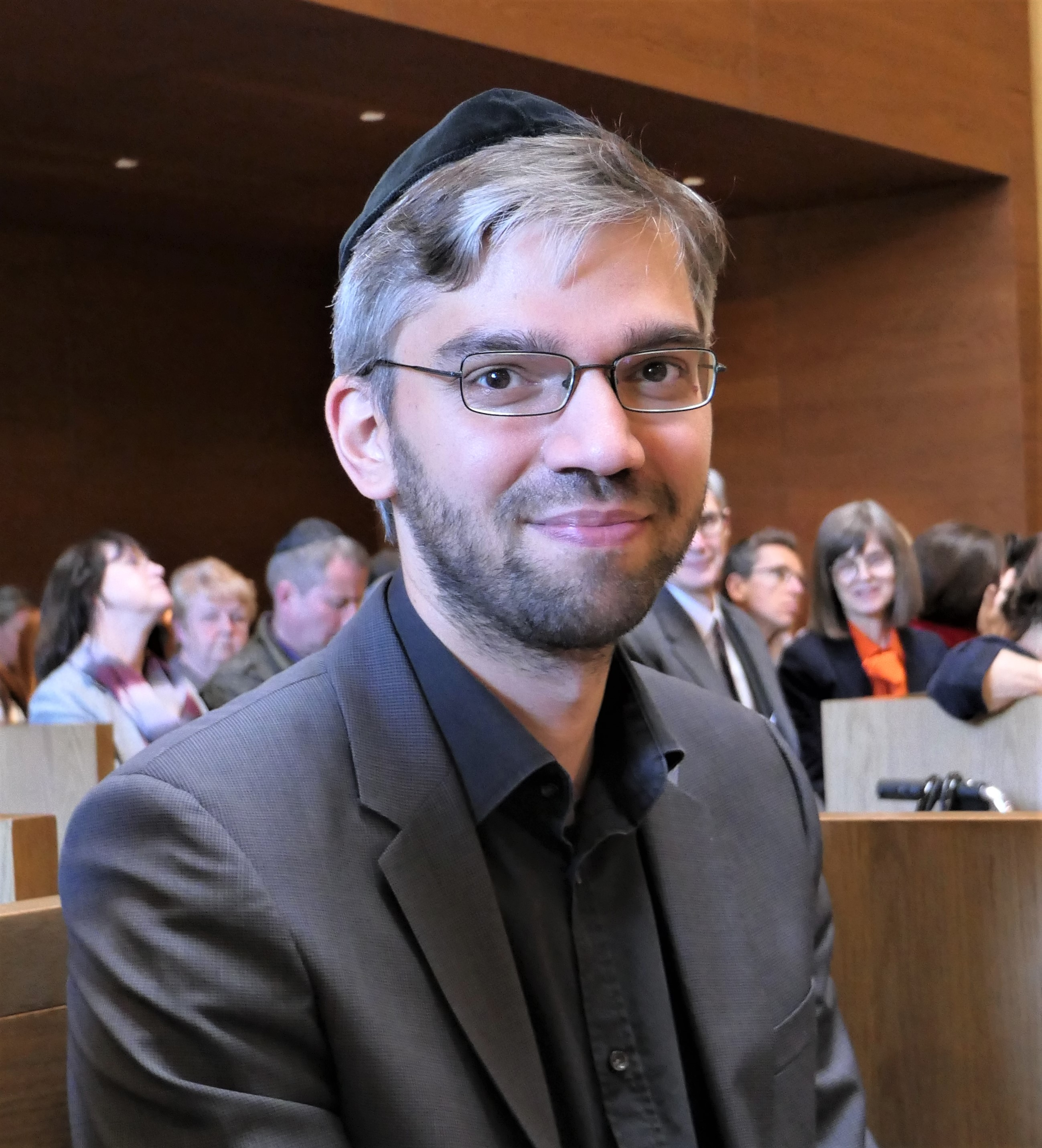
Alexander Nachama (2018)

Die Jüdische Landesgemeinde Thüringen (Erfurt) (hebräisch הקהילה היהודית  ארפורט) hat ihren Sitz in der Neuen Synagoge in Erfurt und ist eine Körperschaft des öffentlichen Rechts sowie ein eigenständiger Landesverband des Zentralrats. Mit 679 (Stand: 2020) Mitgliedern handelt es sich um den zweitkleinsten Landesverband jüdischer Gemeinden. Neben dem Hauptsitz in Erfurt existieren Außenstellen in Jena und Nordhausen. Die Gemeinde in der Landeshauptstadt Erfurt war lange Zeit mit dem Namen des im Februar 2019 verstorbenen früheren Gemeindevorsitzenden Wolfgang Nossen verbunden. Seit 2012 leitet Reinhard Schramm die Gemeinde.

## Geschichte
1948/1949 wanderten viele Juden aus dem „Land der Täter“ ab. Grund dafür war die Gründung des Staates Israel im Mai 1948 und ein neues amerikanisches Einwanderungsgesetz im Juni 1948. Die Erfurter Gemeinde verblieb nach Auflösung von anderen nach 1945 in Thüringen gegründeten Gemeinden die einzige noch bestehende jüdische Gemeinde Thüringens. Von 1946 bis 1953 war hier der aus Breslau gebürtige Günther Singer als Gemeindesekretär und Kantor tätig. Von den Gemeindemitgliedern wohnen heute ca. zwei Drittel in Erfurt. In Erfurt existieren neben der Neuen Synagoge, die auf dem Standort der 1938 zerstörten Großen Synagoge am Max-Cars-Platz 1 (früher Juri-Gagarin-Ring 16 und Kartäuserring) als einziger Synagogenbau der DDR errichtet und am 31. August 1952 eingeweiht wurde, die Kleine Synagoge an der Stadtmünze 5 und die Alte Synagoge an der Michaelisstraße 3/4, beide dienen heute als Museum.
Das Verhältnis zwischen dem Freistaat Thüringen und den dortigen jüdischen Gemeinden wurde in einem Staatskirchenvertrag vom 1. November 1993 geregelt. Dieser Vertrag wurde durch ein Gesetz vom 7. Dezember 1993 gebilligt. Dieser wurde zuletzt durch einen Vertrag vom 18. Februar 1999 erneuert und erneut durch ein Gesetz vom 16. April 1999 gebilligt. Demnach ist gegenüber dem Land der Landesverband Ansprechpartner für jüdische Belange.
Ab Oktober 2010 hatte die Jüdische Landesgemeinde Thüringen nach 72 Jahren wieder einen Rabbiner. Konstantin Pal wurde 1979 in Moskau geboren, kam 1989 nach Deutschland und wurde 2010 am Abraham-Geiger-Kolleg ordiniert. Von 2010 bis Sommer 2014 war er Landesrabbiner der Jüdischen Landesgemeinde Thüringen. Seit 2014 leitet Konstantin Pal die Kultusverwaltung der Jüdischen Gemeinde Berlin und koordiniert das SchazMaz-Programm (= Abkürzung für „Schaliach Zibur“ und „More Zedek“, das ist Ausbildung von Vorbetern und Religionslehrern) der Allgemeinen Rabbinerkonferenz Deutschland.
Von Oktober 2015 bis August 2018 war Benjamin Kochan Rabbiner der Jüdischen Landesgemeinde Thüringen. Er wurde 1988 in Magadan geboren, kam 2002 nach Deutschland, studierte am Rabbinerseminar zu Berlin, wo er 2015 seine Semicha erwarb. Erfurt war Kochans erste Rabbinerstelle.
Er ist ordentliches Mitglied der Orthodoxen Rabbinerkonferenz.
Von September 2018 bis August 2023 war Alexander Nachama (Sohn von Sara Nachama und Andreas Nachama, Enkel von Estrongo Nachama) Rabbiner der Jüdischen Landesgemeinde Thüringen. Alexander Nachama ist Mitglied der Allgemeinen Rabbinerkonferenz Deutschland. Er verließ die Gemeinde, um ab September 2023 seinen „neuen Posten“ anzutreten, „und zwar als Militärrabbiner bei der Bundeswehr in Potsdam.“
Demnach ist die Gemeinde seit September 2023 ohne Rabbiner.